# Tuần lễ Tiêm chủng Thế giới
Tuần lễ Tiêm chủng Thế giới (tiếng Anh: World Immunization Week) là một chiến dịch y tế cộng đồng toàn cầu nhằm nâng cao nhận thức và tăng tỷ lệ tiêm chủng phòng ngừa các bệnh có thể phòng ngừa bằng vắc-xin trên toàn thế giới. Sự kiện được tổ chức hàng năm vào tuần cuối cùng của tháng 4 (24 - 30).
Tiêm chủng có thể bảo vệ con người khỏi 25 tác nhân truyền nhiễm hoặc bệnh khác nhau, từ trẻ sơ sinh đến tuổi già, bao gồm bạch hầu, sởi, ho gà, bại liệt, uốn ván và COVID-19. Tổ chức Y tế Thế giới (WHO) ước tính tiêm chủng chủ động có thể ngăn chặn 2 - 3 triệu ca tử vong mỗi năm. Tuy nhiên, 22,6 triệu trẻ sơ sinh trên toàn thế giới vẫn đang thiếu các loại vắc-xin cơ bản, chủ yếu ở các nước đang phát triển. Tỷ lệ bao phủ tiêm chủng không đầy đủ thường do nguồn lực hạn chế, cạnh tranh ưu tiên y tế, quản lý hệ thống y tế còn kém và giám sát không đầy đủ. Mục tiêu của Tuần lễ Tiêm chủng Thế giới là nâng cao nhận thức của cộng đồng về cách tiêm chủng cứu sống con người, và hỗ trợ mọi người ở khắp mọi nơi có được các loại vắc-xin cần thiết để chống lại những căn bệnh nguy hiểm cho bản thân và con cái của họ.
Tuần lễ Tiêm chủng Thế giới bắt đầu từ những nỗ lực diễn ra trên khắp các quốc gia và khu vực khác nhau nhằm gia tăng nhận thức về tiêm chủng kéo dài một tuần. Tuần lễ tiêm chủng thế giới là một trong 11 chiến dịch chính thức được WHO thành lập, cùng với Ngày Sức khỏe Thế giới, Ngày Hiến máu Thế giới, Ngày Thế giới không thuốc lá, Ngày Thế giới phòng chống lao, Ngày Sốt rét Thế giới, Ngày An toàn Người bệnh Thế giới, Ngày Viêm gan Thế giới, Tuần lễ Nhận thức về Kháng sinh trên Thế giới, Ngày bệnh Chagas Thế giới và Ngày Thế giới phòng chống bệnh AIDS.

## Lịch sử

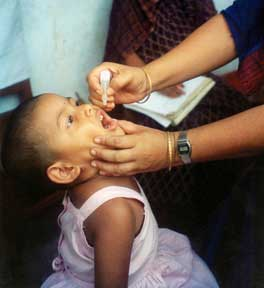
Một em bé được chủng ngừa bệnh bại liệt

Hội đồng Y tế Thế giới đã thông qua quyết định tổ chức Tuần lễ Tiêm chủng Thế giới trong cuộc họp tháng 5 năm 2012.
Trước đây, các hoạt động của Tuần lễ tiêm chủng được tổ chức vào các ngày khác nhau ở các khu vực khác nhau trên thế giới. Tuần lễ Tiêm chủng Thế giới được tổ chức đồng loạt lần đầu tiên vào năm 2012, với sự tham gia của hơn 180 quốc gia và vùng lãnh thổ trên toàn thế giới.

## Chủ đề
Mỗi năm Tuần lễ Tiêm chủng Thế giới tập trung vào một chủ đề. Các chủ đề qua từng năm bao gồm:
- 2021: "Vắc xin đưa chúng ta đến gần hơn" (Vaccines bring us closer)[8]
- 2020: "Vắc xin hoạt động cho tất cả mọi người" (Vaccines Work for All)
- 2018 & 2019: "Cùng nhau được bảo vệ: Vắc xin hoạt động!" (Protected Together: Vaccines Work!)
- 2017: "Vắc xin hoạt động" (Vaccines Work)
- 2015 & 2016: "Thu hẹp khoảng cách tiêm chủng" (Close the immunization gap)
- 2014: "Bạn có cập nhật không?" (Are you up-to-date?)
- 2013: "Bảo vệ thế giới của bạn - hãy tiêm chủng" (Protect your world – get vaccinated)
- 2012: "Tiêm chủng cứu sống" (Immunization saves lives)